# Owego (Nueva York)
Owego es un pueblo ubicado en el condado de Tioga en el estado estadounidense de Nueva York. En el año 2000 tenía una población de 20,365 habitantes y una densidad poblacional de 75.5 personas por km².

## Geografía
Owego se encuentra ubicado en las coordenadas 42°6′16″N 76°15′48″O / 42.10444, -76.26333.

## Demografía
Según la Oficina del Censo en 2000 los ingresos medios por hogar en la localidad eran de $46,987, y los ingresos medios por familia eran $53,735. Los hombres tenían unos ingresos medios de $40,677 frente a los $25,425 para las mujeres. La renta per cápita para la localidad era de $21,996. Alrededor del 6.6% de la población estaban por debajo del umbral de pobreza.